# Giambattista Spinola (Kardinal, 1646)

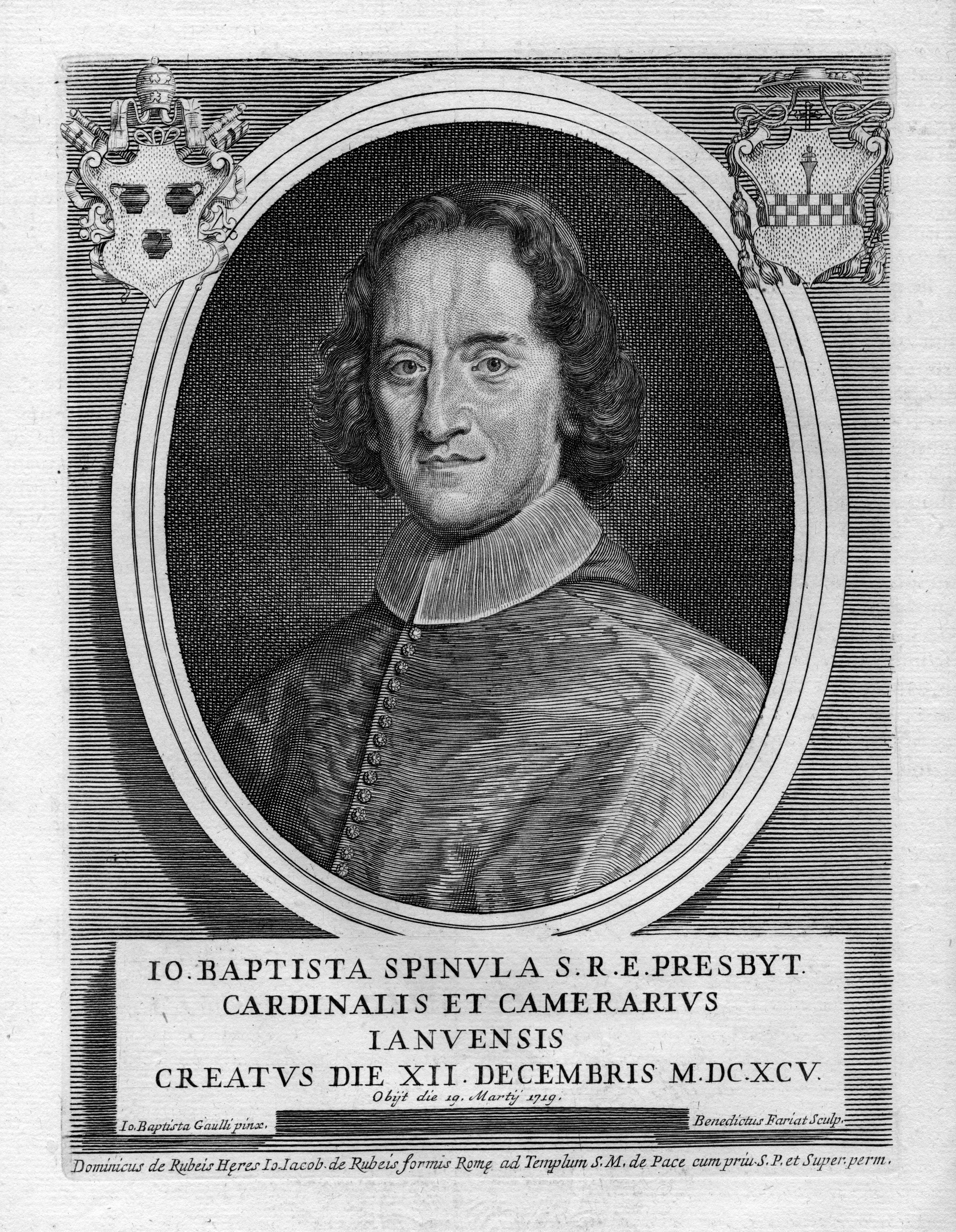
Giambattista Kardinal Spinola (der Jüngere)

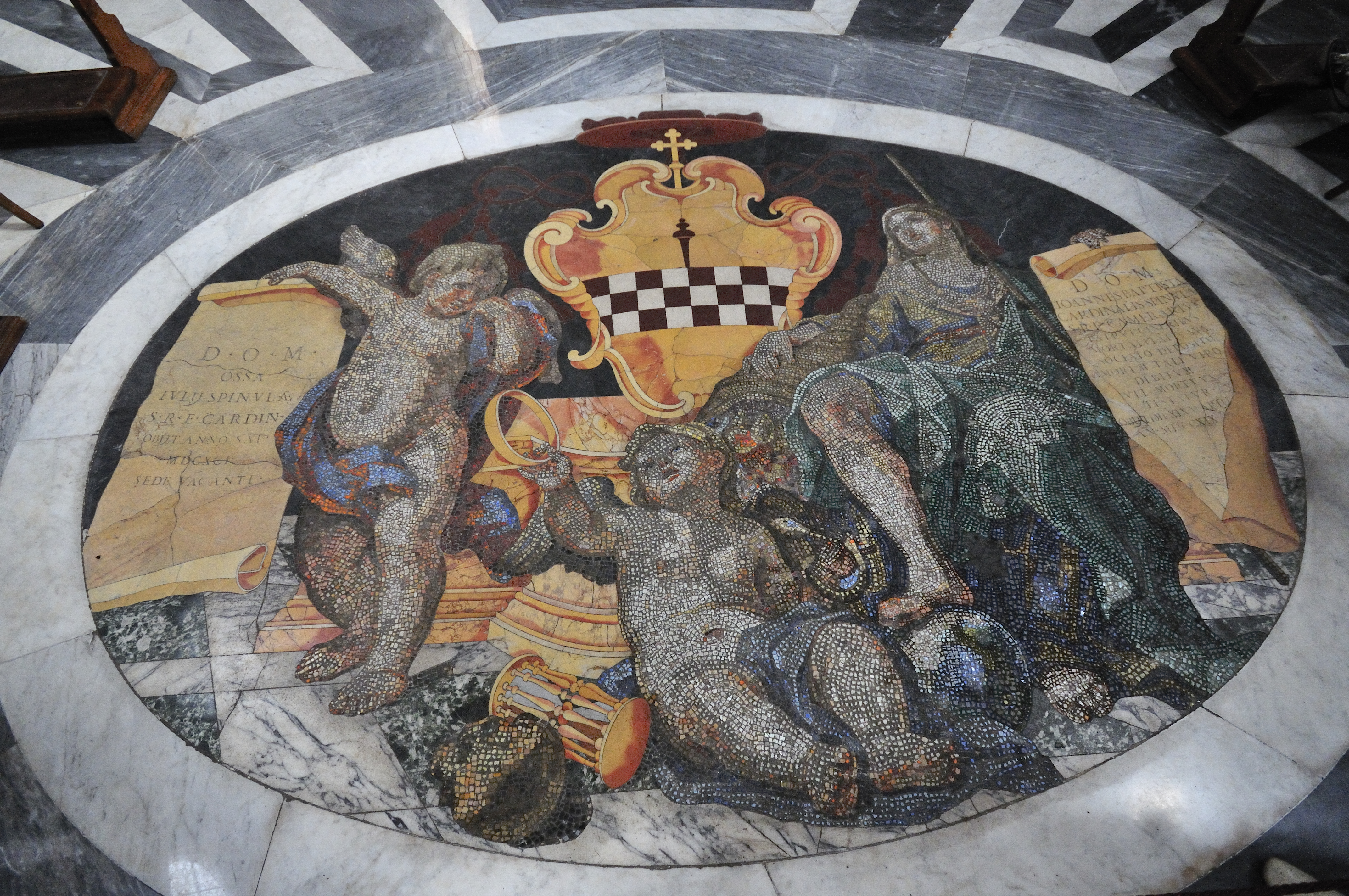
Kardinalswappen von Giulio und Giambattista Spinola (Bodenplatte in der Kirche Sant’Andrea al Quirinale, Rom)

Giambattista Spinola der Jüngere (auch Giovambattista oder Giovanni Battista Spinola der Jüngere, italienisch Giovan Battista Spinola, il giovane) (* 3. oder 4. August 1646 in Genua; † 19. März 1719 in Rom) war ein italienischer Kardinal der Römischen Kirche.

## Leben
Giambattista Spinola entstammte der genuesischen Adelsfamilie Spinola. Sein Vater war der Senator Francesco Maria Spinola, seine Mutter Pompilia eine Cattaneo. Er war Neffe von Giambattista Spinola und Giulio Spinola, die ebenfalls Kardinäle waren.
Er verbrachte seine Kindheit in Genua und besuchte später das Jesuitenkolleg in Parma. Anschließend folgte er seinem Onkel Giulio nach Rom und begleitete ihn auch, als sein Onkel 1665 als Apostolischer Nuntius nach Wien berufen wurde. Im gleichen Jahr wurde er zum Ritter vom Orden vom Goldenen Schlüssel ernannt. Nach seiner Rückkehr nach Rom 1667 verzichtete er auf eine bereits arrangierte Heirat und entschloss sich Prälat zu werden. Von 1672 bis 1682 bekleidete er im Kirchenstaat verschiedene administrative Ämter in Fano, Orvieto und Tivoli. 1689 wurde er von Papst Alexander VIII. zum Sekretär der Sacra Congregazione della Consulta in Rom ernannt.
Vom 28. Juli 1691 bis zum 12. Dezember 1695 war er Vize-Camerlengo der heiligen römischen Kirche. Spinola wurde am 12. Dezember 1695 von Papst Innozenz XII. zum Kardinal erhoben. Am 2. Januar 1696 wurde er zum Kardinaldiakon von San Cesareo in Palatio und am 24. November 1698 zum Kardinalkämmerer der heiligen römischen Kirche ernannt. Er nahm am Konklave 1700 zur Wahl von Papst Clemens XI. teil. Am 27. Januar 1706 erfolgte die Ernennung zum Kardinalpriester pro illa vice von San Cesareo in Palatio.
Er wurde am 22. März 1719 in Santi XII Apostoli bestattet, jedoch später nach Sant’Andrea al Quirinale zu seinem Onkel Giulio Spinola umgebettet.